# Pierre Ier Le Blanc
Pour les articles homonymes, voir Pierre Le Blanc.
Pierre Le Blanc, dit Pierre Ier pour le différencier de son fils Pierre II Le Blanc, est un peintre français spécialisé en héraldique et un héraut d'armes, né le 6 janvier 1588 à Paris et mort en 1671 dans la même ville.

## Biographie
Pierre Le Blanc naît le 6 janvier 1588 à Paris, dans une maison de la rue des Arcis. Il est le fils du maître peintre Simon Ier Le Blanc (v. 1560-entre 1621 et 1636) et de Geneviève Vincent, elle-même sœur du maître peintre Gilles Vincent.
Il épouse le 14 janvier 1614 Gillette Cuvillier, fille d'un marchand bourgeois. Il rejoint alors l'entourage de Gaston d'Orléans, frère et alors héritier du roi Louis XIII : il  peint l'armorial des gens de sa maison et se lie d'amitié avec Pierre d'Hozier.
Il devient valet de chambre du roi (avant 1644) et héraut d'armes (avant 1639 - attesté du titre de Toulouse à la fin de sa vie).
Il meurt au printemps ou à l'été 1671.

## Œuvre
Rémi Mathis a pu localiser (2018) trois œuvres de sa main :
- BnF, Manuscrits, fr. 32520
- Arsenal, ms 5266
- BnF, Estampes, Pc-12-4

Il s'agit d'œuvres sur papier (armoriaux) qui se rapprochent de l'enluminure. Les deux derniers utilisent d'ailleurs des éléments gravés, qui permettent de ne peindre que les éléments originaux (le blasonnement) des armoiries.
La majeure partie de son œuvre est toutefois éphémère et consistait en des décorations héraldiques à l'occasion de fêtes ou funérailles. C'est ainsi lui qui fournit la décoration apposée  à la basilique de Saint-Denis le 13 mai pour fêter l'anniversaire du roi.